# Mordechaj Gebirtig
Mordechaj Gebirtig (jiddisch: מרדכי געבירטיג)  (Cracòvia, 4 de maig de 1877 - Gueto de Cracòvia, 4 de juny de 1942) va ser un influent poeta i compositor yiddish del període d'entreguerres. Va ser afusellat pels alemanys al gueto de Cracòvia, que va ser creat formalment per l'Alemanya nazi el 3 de març de 1941 al nou districte del govern general de la Polònia ocupada, durant l'Holocaust.

## Biografia
Mordechai Gebirtig va néixer a Cracòvia sota la partició austríaca i va viure tota la vida al barri obrer jueu. Va servir durant cinc anys a l'exèrcit austrohongarès. Gebirtig es va convertir en un artista popular reconegut en la literatura i la cançó yiddish mentre estava a Cracòvia. Va ser autodidacta en música, tocava la flauta de pastor i tocava les melodies del piano amb un dit. Es guanyà la vida com a treballador ebenista; mentre que la música i el teatre eren les seves atraccions. La seva vida va acabar amb l'acció de trets nazis realitzada al gueto de Cracòvia el famós "dijous sagnant" del 4 de juny de 1942.
Les opinions polítiques de Gebirtig
Gebirtig pertanyia al Partit Socialdemòcrata Jueu, un partit polític a Galítsia que es va fusionar al Bund laborista jueu després de la Primera Guerra Mundial. El Bund era un partit socialista proletari yiddishista, que demanava l'autonomia cultural jueva en una Segona República democràtica.

## Música
Des del 1906 va ser membre de la "Jewish Amateur Troupe" de Cracòvia. També va escriure cançons i crítiques teatrals per a "Der sotsial-demokrat", l'òrgan yiddish del Partit Socialdemòcrata Jueu. Va ser en un entorn tal que es va desenvolupar Gebirtig, animat per escriptors professionals i activistes culturals yiddishistes com Avrom Reyzen, que durant un temps va viure i publicar una revista a Cracòvia. El talent de Gebirtig era seu, però va agafar el llenguatge, els temes, els tipus, el to i el timbre de les seves peces del seu entorn, continuant en certa manera la tradició musical dels populars artistes galitsiencs de cabaret coneguts com els cantants de Broder, que al seu torn eren considerada a la tradició encara més antiga i encara vital de l'art improvisador del badchen (bufó de noces).
Estil de les cançons populars
Va publicar la seva primera col·lecció de cançons el 1920, a la Segona República Polonesa. Es va titular Folkstimlekh ('del folk'). Les seves cançons es van estendre ràpidament fins i tot abans de ser publicades, i molta gent les considerava com a cançons populars l'autor o els autors dels quals eren anònims. Les cançons de Gebirtig, adoptades per destacats intèrprets yiddish com Molly Picon, van esdevenir productes bàsics de nombroses produccions teatrals regulars i improvisades allà on es representés teatre yiddish. No és exagerat dir que les cançons de Gebirtig van ser cantades amb amor arreu del món.

## S'brent
Una de les cançons més conegudes de Gebirtig és "S'brent" (està cremant), escrita el 1938 en resposta al pogrom de Przytyk de 1936 al shtetl (petita ciutat) de Przytyk. Gebirtig havia esperat el seu missatge: "No estigueu aquí, germans, apagueu el foc!" seria una crida a l'acció. La resistència jueva clandestina de Cracòvia (Cracòvia) va adoptar S'brent com a himne a la Segona Guerra Mundial. "Undzer shtetl brennt" es cantava als guetos nazis de l'Europa ocupada pels alemanys. Des de llavors, la cançó, en el jiddisch original i en la seva traducció hebrea titulada "Ha-Ayyarah Bo'eret" (העיירה בוערת), "Our Little Town is Burning!" - per tant, la referència ocasional a un títol en yiddish, "Undzer Shtetl Brent!", continua essent àmpliament interpretada en el context de la commemoració de l'Holocaust.

## Marxa d'Arbetsloze
Una de les cançons polítiques de Gebirtig que encara és popular avui en dia és la marxa Arbetlose, o Cançó dels desocupats:
| - Eynts, tsvey, dray, fir, arbetsloze zenen mir. Nisht gehert khadoshim lang in fabrik dem hamer klang, s'lign keylim kalt fargesn, s'nemt der zhaver zey shoyn fresn. Geyen mir arum in gas, vi di gvirim pust un pas. | Un, dos, tres, quatre, estem a l'atur. No ho hem escoltat durant tot el mes, a la fàbrica sona el martell. Les eines estan fredes, oblidades, l'òxid els comença a menjar. Mentre donem voltes pels carrers, com els rics, ociosos i sense sentit. |

## Reconeixements
Gebirtig és conegut sobretot per la seva cançó "It is Burning" (Undzer shtetl brent) que va ser escrita el 1938 i que va ser adoptada posteriorment per la joventut jueva de Cracòvia i altres com a cançó de batalla contra els nazis. A la seva cançó "S'tut vey" ("M'ha fet mal"), Gebirtig queda destrossat per l'absència de solidaritat de tots els ciutadans polonesos contra els invasors nazis. Data de febrer de 1940 a Cracòvia, és una cançó dirigida contra aquells espectadors que reien quan els soldats alemanys humiliaven els jueus als carrers de Cracòvia.
El pianista Anthony Coleman va gravar un disc de les composicions de Gebirtig Shmutsige Magnaten a Cracòvia el 2005.

## Publicacions i enregistraments
- Gehat he aixecat un hola. Edició Künstlertreff, Wuppertal - ISBN 3-9803098-1-9 (registre i fulletó de gramòfon)
- Majn jowl. Edició Künstlertreff, Wuppertal - ISBN 3-9803098-3-5
- El cantant divertit nojt. Edició Künstlertreff, Wuppertal - ISBN 3-9803098-2-7
- Farewell Cracow: Blayb em va tancar, Kroke. Interpretat per Bente Kahan. Studio Hard, Varsòvia (CD)
- 1946: S'brent. Cracòvia 1946
- 1949: les meves tapes. Farl. Dawke, París 1949
- 1992: cançons yiddish., Wuppertal 1992. - ISBN 3-9803098-0-0
- 1997: caiguda de maig: tapes inacceptables. Lerner, Tel-Aviv, 1997
- 2005: Magnats inestables. Anthony Coleman, piano. Tzadik, 2005